# Ranella australasia
Ranella australasia är en snäckart. Ranella australasia ingår i släktet Ranella och familjen Ranellidae. Utöver nominatformen finns också underarten R. a. australasia.

## Bildgalleri

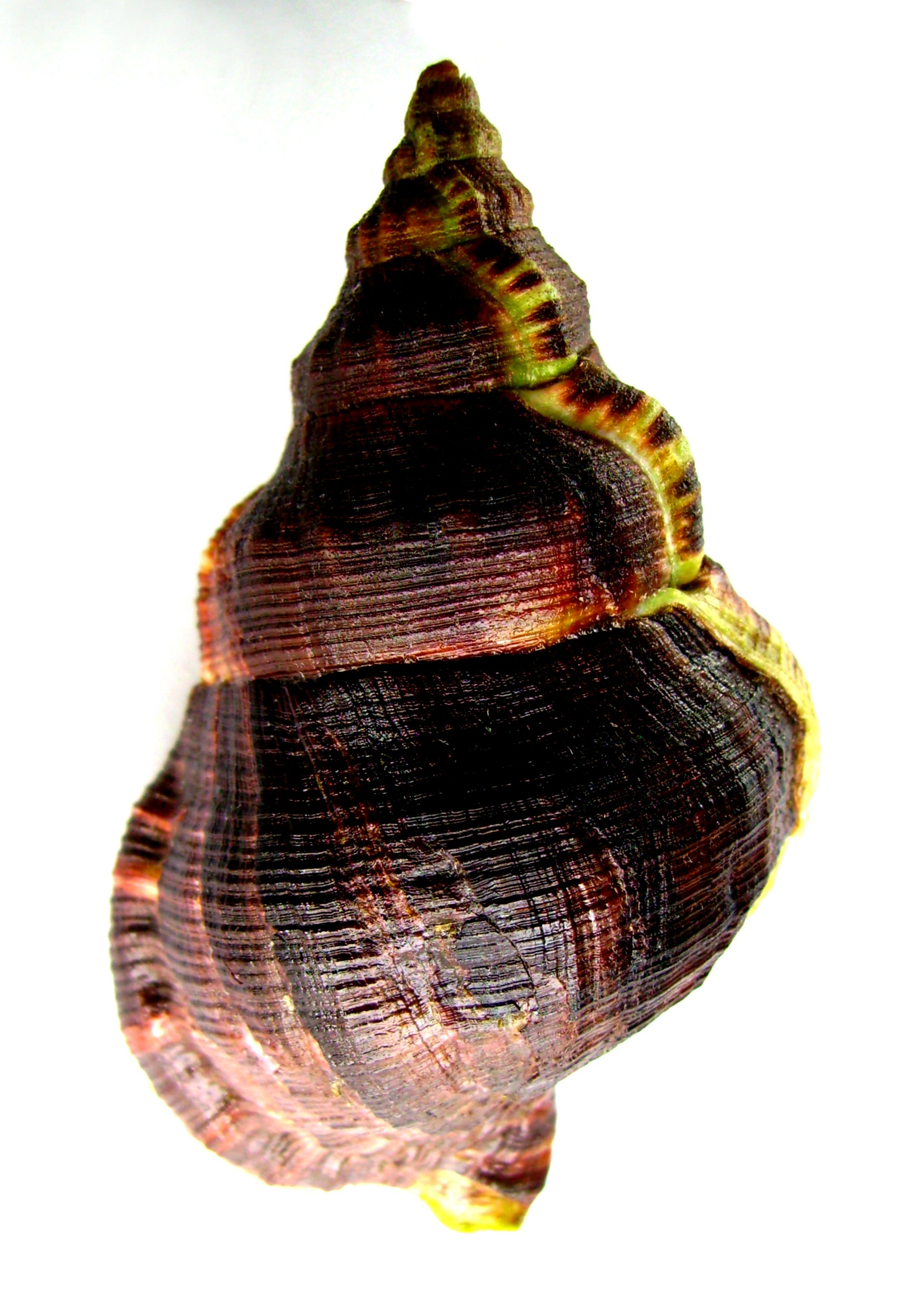